# Sharp Objects (televisieserie)
Sharp Objects is een Amerikaanse miniserie onder regie van Jean-Marc Vallée. De reeks, die gebaseerd is op de gelijknamige roman van schrijfster Gillian Flynn, telt acht afleveringen en werd ontwikkeld door HBO.

## Productie
Sharp Objects (2006) (Nederlands: Teerbemind) was de debuutroman van schrijfster Gillian Flynn. In 2008 raakte bekend dat het Franse filmbedrijf Pathé het boek wilde laten verfilmen door de Britse regisseuse Andrea Arnold. Vier jaar later werd bericht dat de rechten op het boek in handen waren van Alliance Films en dat producent Jason Blum van plan was om de roman te verfilmen. Uiteindelijk werd besloten om het boek om te vormen tot een achtdelige miniserie voor HBO.
In februari 2016 werd Amy Adams gecast als het hoofdpersonage Camille Preaker. De actrice overtuigde vervolgens de Canadees Jean-Marc Vallée om het project te regisseren. In maart 2017 werd de cast uitgebreid met onder meer Patricia Clarkson, Eliza Scanlen, Elizabeth Perkins, Madison Davenport en Chris Messina.
De opnames gingen op 6 maart 2017 van start. Er werd gefilmd in onder meer Barnesville (Georgia), Los Angeles, Santa Clarita en Mendocino. Tijdens de productie waren er regelmatig ruzies tussen de regisseur en de producenten.
De miniserie ging in juli 2018 in première op HBO. Begin 2019 won actrice Patricia Clarkson een Golden Globe voor haar bijrol.

## Verhaal
Misdaadjournaliste Camille Preaker worstelt met een drankprobleem en een moeilijke jeugd. Ze werd een poos opgenomen in een psychiatrisch ziekenhuis vanwege zelfverminking. Krantenredacteur Frank Curry spoort haar aan om naar haar geboortedorp Wind Gap (Missouri) terug te keren om de moord op twee jonge meisjes te onderzoeken. In Wind Gap wordt ze opnieuw geconfronteerd met haar kritische moeder Adora en enkele persoonlijke demonen.

## Rolverdeling
| Acteur            | Personage                |
| ----------------- | ------------------------ |
| Amy Adams         | Camille Preaker          |
| Patricia Clarkson | Adora Crellin            |
| Chris Messina     | Detective Richard Willis |
| Eliza Scanlen     | Amma Crellin             |
| Matt Craven       | Bill Vickery             |
| Henry Czerny      | Alan Crellin             |
| Taylor John Smith | John Keene               |
| Madison Davenport | Ashley Wheeler           |
| Miguel Sandoval   | Frank Curry              |
| Elizabeth Perkins | Jackie O'Neill           |
| Will Chase        | Bob Nash                 |
| Lulu Wilson       | Marian Crellin           |

## Afleveringen
| Nr. | Titel aflevering | Regisseur        | Geschreven door              | Uitzenddatum     |
| --- | ---------------- | ---------------- | ---------------------------- | ---------------- |
| 1   | "Vanish"         | Jean-Marc Vallée | Marti Noxon                  | 8 juli 2018      |
| 2   | "Dirt"           | Jean-Marc Vallée | Gillian Flynn                | 15 juli 2018     |
| 3   | "Fix"            | Jean-Marc Vallée | Alex Metcalf                 | 22 juli 2018     |
| 4   | "Ripe"           | Jean-Marc Vallée | Vince Calandra               | 29 juli 2018     |
| 5   | "Closer"         | Jean-Marc Vallée | Scott Brown                  | 5 augustus 2018  |
| 6   | "Cherry"         | Jean-Marc Vallée | Dawn Kamoche, Ariella Blejer | 12 augustus 2018 |
| 7   | "Falling"        | Jean-Marc Vallée | Gillian Flynn, Scott Brown   | 19 augustus 2018 |
| 8   | "Milk"           | Jean-Marc Vallée | Marti Noxon, Gillian Flynn   | 26 augustus 2018 |